# 880 (číslo)
Osm set osmdesát je přirozené číslo. Římskými číslicemi se zapisuje DCCCLXXX a řeckými číslicemi ωπʹ. Následuje po čísle osm set sedmdesát devět a předchází číslu osm set osmdesát jedna.

## Matematika
880 je:
- Sedmiúhelníkové pyramidové číslo
- Abundantní číslo
- Složené číslo
- Nešťastné číslo

## Astronomie
- (880) Herba je planetka hlavního pásu, kterou objevil v roce 1917 Max Wolf

## Telefonní předvolba
- +880 je mezinárodní telefonní předvolba Bangladéše

## Roky
- 880
- 880 př. n. l.